# Теорія ДЛФО

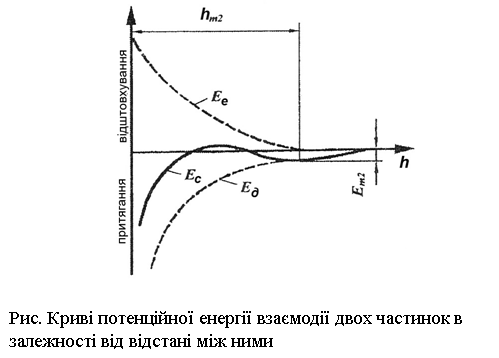

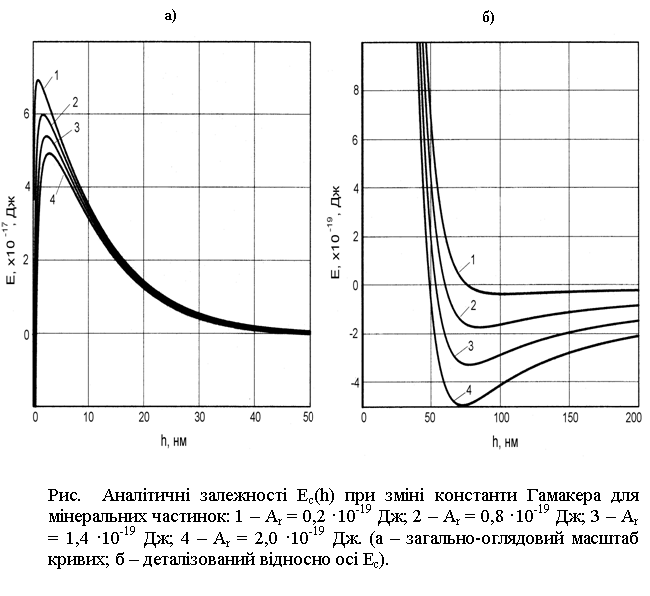

Фізи́чна тео́рія сті́йкості ліофо́бних коло́їдів (теорія ДЛФО) є в даний час фундаментом всіх досліджень в області стійкості дисперсних систем.
Стійкість дисперсних систем визначається балансом енергії тяжіння і енергії відштовхування частинок. Енергія тяжіння обумовлена міжмолекулярними силами, головним чином силами Ван-дер-Ваальса. У першому наближенні ця енергія обернено пропорційна квадрату відстані між частинками. За теорією ДЛФО (Дерягіна, Ландау, Фервея, Овербека), що враховує тільки електростатичну складову розклинюючого тиску (тиску відштовхування), енергія відштовхування зменшується з відстанню за експоненціальним законом.
Основними факторами, які визначають поведінку мінеральної частинки у коагульованій структурі є: крупність частинки, гідрофільно-гідрофобний баланс поверхні частинок, загальний та електрокінетичний потенціали цієї поверхні. Характеристики коагульованої тиксотропної водовугільної системи в цілому визначаються «глибиною» Ем2 та координатою hм2 другої енергетичної ями (рис. 1) .
Емпіричні криві Eе(h) для вугілля крупністю 0-100 мкм подані на рис. 2.
Сумарна енергія Eс взаємодії двох сферичних частинок у рідині, згідно теорії ДЛФО, має дві складові: йонно-електростатичну Ее та молекулярну дисперсійну (Ван-дер-Ваальсову) Ед.
Існування другої енергетичної ями кривої Ec(h) обумовлюється тим, що крива Eд(h) убуває за степеневим законом, а Eе(h) — за експоненціальним, тобто остання убуває швидше ніж Eд(h) .
Позначення до рисунків:
εо — абсолютна діелектрична проникність води (εо = 7,26·10−10 Ф/м);
r — радіус сферичних вугільних частинок, м; φ — потенціал дифузної частини подвійного електричного шару (ПЕШ) на поверхні вугільних частинок, В;
χ — зворотний дебаївський радіус, χ = 1/λ, де λ — протяжність (довжина) дифузного шару ПЕШ (для більшості випадків λ = 1·10−8 м−1);
h — відстань між частинками твердої фази у суспензії;
Аr — константа Гамакера, Дж.